# Тассайський сільський округ (Хромтауський район)
Тасса́йський сільський округ (каз. Тассай ауылдық округі, рос. Тассайский сельский округ) — адміністративна одиниця у складі Хромтауського району Актюбінської області Казахстану. Адміністративний центр — село Тассай.
Населення — 555 осіб (2021; 754 у 2009, 1445 у 1999, 1884 у 1989).
Станом на 1989 рік існувала Новотроїцька сільська рада (села Білогорка, Підхоз, Степне, Троїцьке, Ульке, селище Нефтяник). 1995 року до складу Благодарного сільського округу було передано територію площею 460,11 км² та села Актасти, Білогорка, Красносельський, Нефтяник, Ульке. Пізніше до складу Новотроїцького сільського округу була включена територія ліквідованої Нікельтауської сільради. 1999 року Новотроїцький сільський округ отримав сучасну назву. 2005 року частина сільського округу площею 35,38 км² та село Нікельтау були відокремлені з метою утворення нового Нікельтауського сільського округу.

## Склад
До складу округу входять такі населені пункти:
| Населений пункт | Колишні назви | Населення, осіб (1989) | Населення, осіб (1999) | Населення, осіб (2009) | Населення, осіб (2021) |
| --------------- | ------------- | ---------------------- | ---------------------- | ---------------------- | ---------------------- |
| Кокпекті, село  | Степне        | 434                    | 339                    | 220                    | 59                     |
| Тассай, село    | Троїцьке      | 1450                   | 1106                   | 534                    | 496                    |